# Dustin Acres (Kalifornija)
Dustin Acres je naseljeno područje za statističke svrhe u američkoj saveznoj državi Kalifornija. Prema popisu stanovništva iz 2010. u njemu je živjelo 652 stanovnika.